# Cotu (gmina Uda)
Cotu – wieś w Rumunii, w okręgu Ardżesz, w gminie Uda. W 2011 roku liczyła 129 mieszkańców.